# Радиус
Радиус (остар. полупречник) наричаме разстоянието от центъра до периферията на окръжност или сфера.
Радиусът обикновено се обозначава с малката латинска буква r. Използва се във формулата за изчисляване на дължината на окръжност и формулата за изчисляване на лице на кръг.
Терминът идва от латинската дума radius, която означава „лъч“, но също така и спица на колело.

## Формули за окръжности

### Изчисляване на радиус от обиколка
Радиусът на окръжност с обиколка C е
{\displaystyle r={\frac {C}{2\pi }}.}

### Изчисляване на радиус от площ
Радиусът на окръжност с площ A e
{\displaystyle r={\sqrt {\frac {A}{\pi }}}.}

### Изчисляване на радиус по три точки
За да изчислим радиуса на окръжност, преминаваща през три точки P1, P2, P3, може да се използва следната формула
{\displaystyle r={\frac {|P_{1}-P_{3}|}{2\sin \theta }}}
където θ е ъгълът {\displaystyle \angle P_{1}P_{2}P_{3}.}

## Формули за правилни многоъгълници
Тези формули важат за правилен многоъгълник с n на брой страни.

### Изчисляване на радиус от дължината на страната
Радиусът може да бъде изчислен от дължината на страната s като:
{\displaystyle r=R_{n}\,s} където {\displaystyle R_{n}={\frac {1}{2\sin {\frac {\pi }{n}}}}\quad \quad {\begin{array}{r|ccr|c}n&R_{n}&&n&R_{n}\\\hline 2&0.5000000&&10&1.6180340-\\3&0.5773503-&&11&1.7747328-\\4&0.7071068-&&12&1.9318517-\\5&0.8506508+&&13&2.0892907+\\6&1.00000000&&14&2.2469796+\\7&1.1523824+&&15&2.4048672-\\8&1.3065630-&&16&2.5629154+\\9&1.4619022+&&17&2.7210956-\end{array}}}

## Формули захиперкуб

### Изчисляване на радиус от дължината на страната
Радиусът на d-измерен хиперкуб със страна s е
{\displaystyle r={\frac {s}{2}}{\sqrt {d}}.}